# سسک بیشه تانیمبار
سسک بیشه تانیمبار (نام علمی: Cettia carolinae) نام یک گونه از سرده سسک‌های بیشه نمادین است.